# Kackerlackesteklar
Kackerlackesteklar (Ampulicidae) är en liten familj i insektsordningen steklar med cirka 200 arter. De har specialiserat sig på att fånga kackerlackor som föda till sina larver. I Sverige finns endast arten Dolichurus corniculus som lever på skogskackerlackan.

## Kännetecken
De har ofta långt utdragna käkar och huvudet sitter på en smal hals. Många arter ger ett myrliknande intryck. En del är metalliskt blå eller gröna. De största arterna blir upp till 3 centimeter långa.

## Levnadssätt
Samtliga arter i denna familj jagar kackarlackor som den drar ner i en bohåla i marken som mat till sina larver. De sticker först kackerlackan i mellankroppen vilket förlamar den i några minuter. Det ger stekeln tid att placera ett andra stick i hjärnan som gör att kackerlackan förlorar sin flyktreflex. Därefter biter den av dess antenner. Sedan kan stekeln leda kackerlackan, som fortfarande kan gå, ner i bohålan där den lägger ett ägg på varje byte. Larven äter sedan upp kackerlackan inifrån för att slutligen förpuppas i den.

## Utbredning
Familjen har framför allt tropisk utbredning men det finns även några arter i tempererade områden. 